# Вест Честер (Пенсилванија)
Вест Честер (енгл. West Chester) град је у америчкој савезној држави Пенсилванија.

## Демографија
По попису из 2010. године број становника је 18.461, што је 600 (3,4%) становника више него 2000. године.
| Група             | 2000.          | 2010.          |
| Белци             | 12.788 (71,6%) | 13.303 (72,1%) |
| Афроамериканци    | 3.050 (17,1%)  | 2.225 (12,1%)  |
| Азијати           | 261 (1,5%)     | 259 (1,4%)     |
| Хиспаноамериканци | 1.596 (8,9%)   | 2.481 (13,4%)  |
| Укупно            | 17.861         | 18.461         |